# Cavolo rosso
Il cavolo rosso, noto anche come cavolo viola, è una cultivar di Brassica oleracea appartenente al gruppo delle capitata.

## Caratteristiche

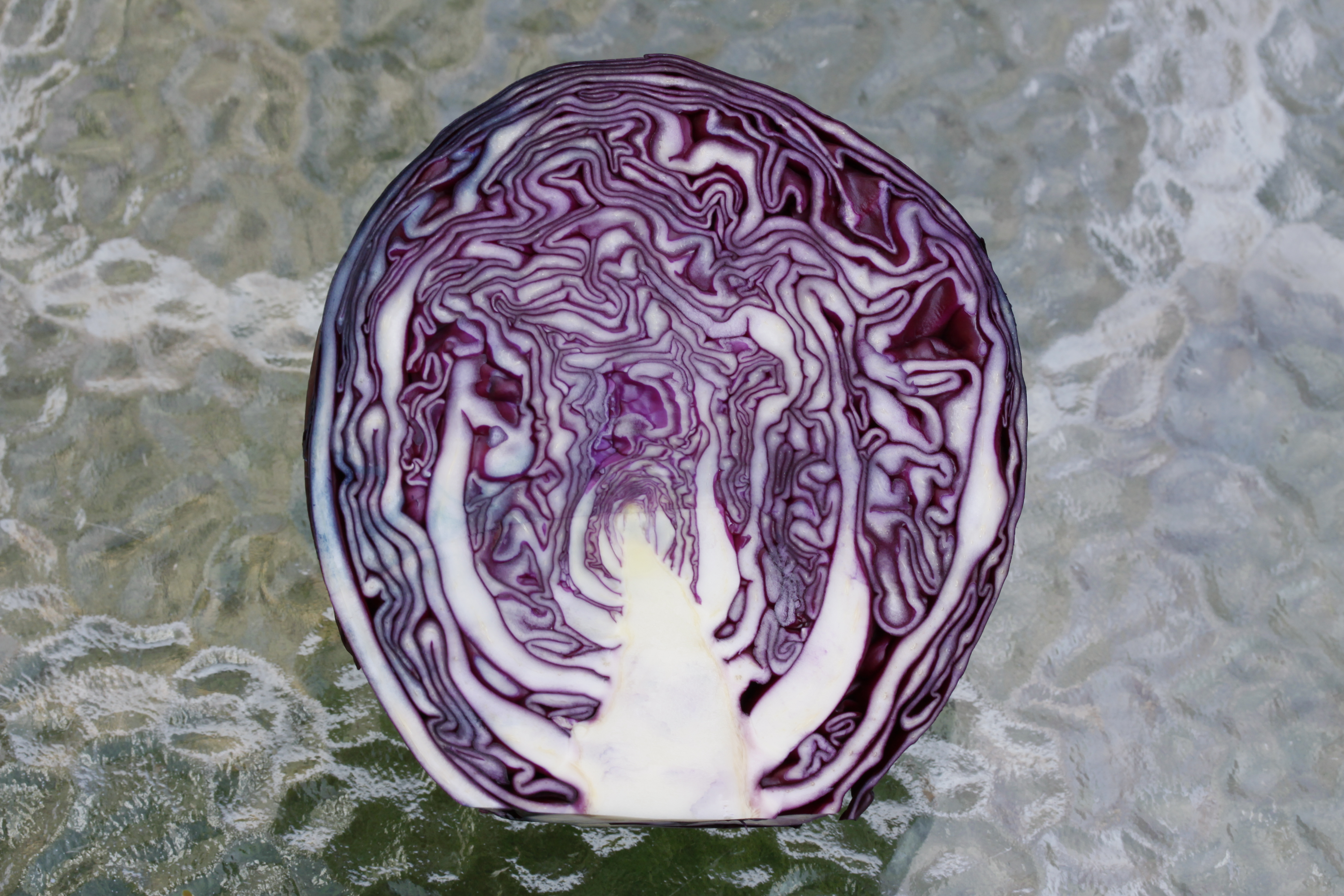
Sezione di cavolo rosso

Il cavolo rosso è simile al cavolo cappuccio, ma a differenza di questo presenta colorazione rossa dovuta alla notevole presenza di sostanze idrosolubili chiamate antocianine del gruppo dei flavonoidi.

## Coltivazione
Il cavolo rosso è una pianta biennale con radice fittonante non molto profonda, possiede fusto eretto, di lunghezza raramente superiore ai 30 centimetri. Viene coltivato in varie zone d'Italia e del mondo anche se è una pianta originaria dell'area mediterranea e diffusa già all'epoca romana. È un ortaggio molto conosciuto.

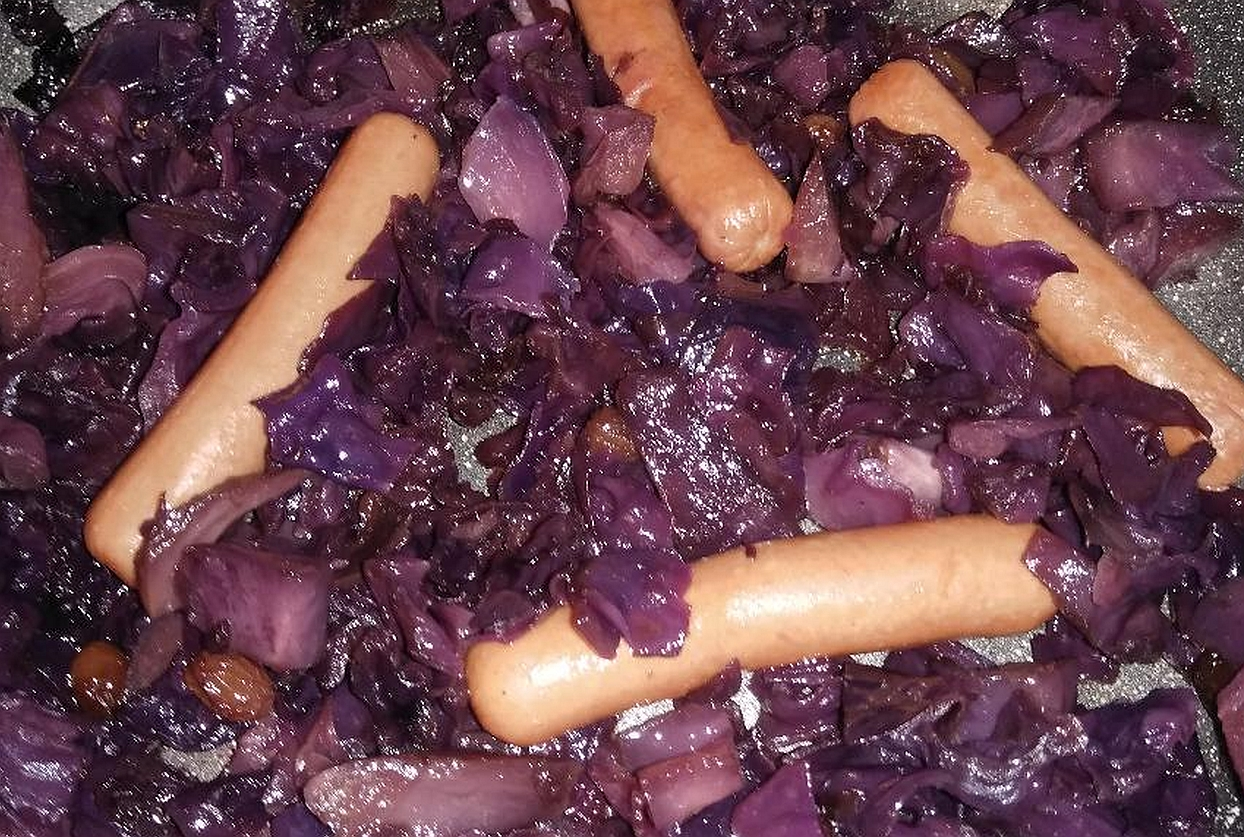
Würstel con cavolo rosso stufato

## In cucina
Il suo utilizzo in cucina è diffuso in gran parte d'Europa e del mondo, soprattutto previa cottura e per la preparazione di zuppe e minestre. È anche molto utilizzato come contorno, in genere stufato ma anche crudo e finemente affettato.

## Altri usi

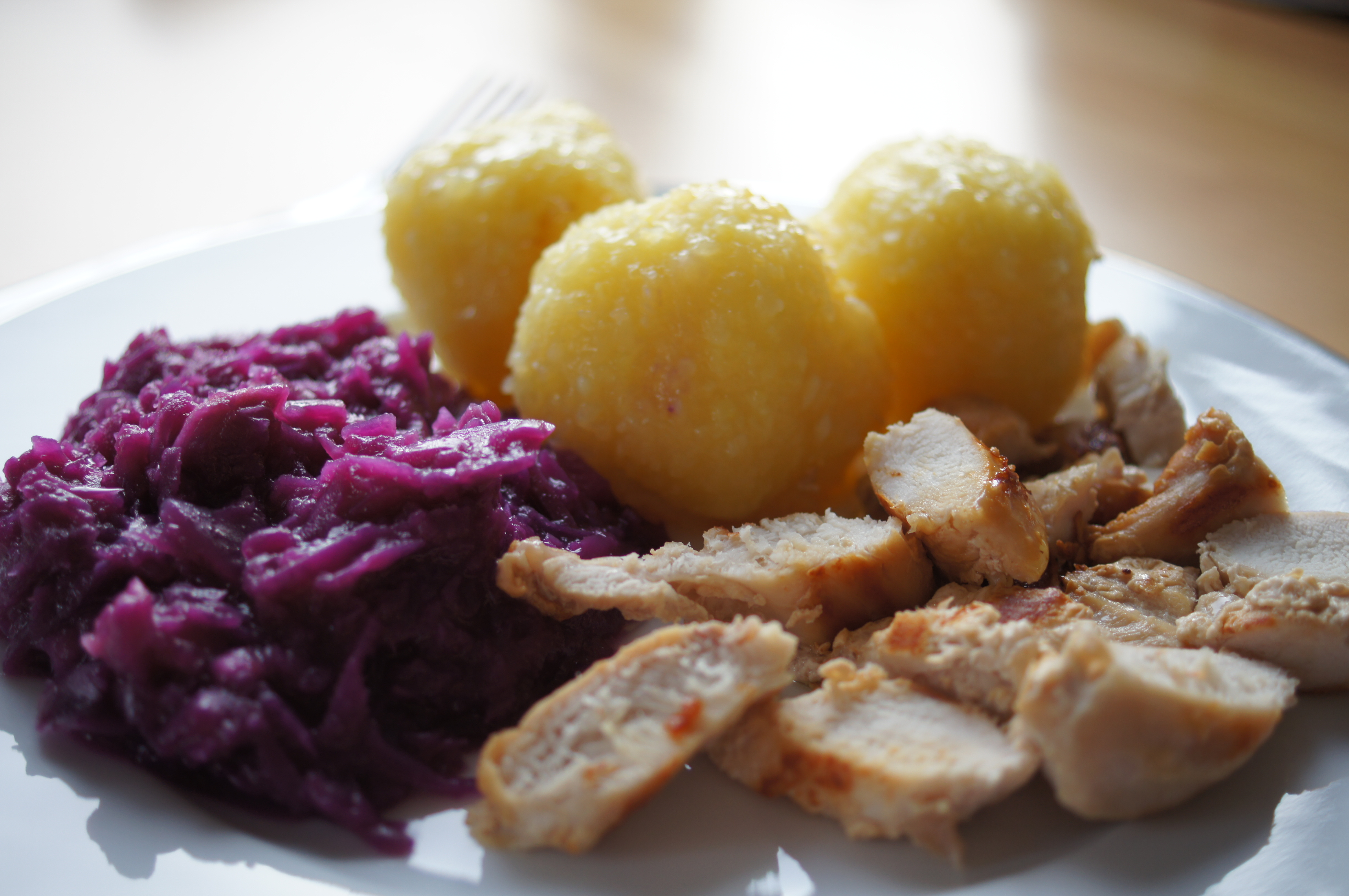
Piatto della Turingia con coniglio accompagnato da canederli e cavolo rosso stufato

Il cavolo rosso viene anche usato per la preparazione di strisce per il test dell'acidità analogo al tornasole..